# Zajezdnia TCz-1 (Nowosybirsk)
Zajezdnia TCz-1 Nowosybirskiego Metra (ros: Электродепо ТЧ-1), zwana też Zajezdnią Jelcowskoje (ros: Ельцовское) – jedyna zajezdnia obsługująca nowosybirski system metra, stanowiąca zaplecze techniczne dla obu jego linii.

## Charakterystyka
Pod budowę zajezdni Jelicowskiej wyburzono około 1200 domów oraz zmieniono bieg jednego z położonych na tym terenie strumieni. Stworzono także połączenie kolejowe z Nowosybirskim Dworcem Kolejowym. Zajezdnia zajmuje łączną powierzchnię 13,2 hektarów i obsługuje zarówno linię Leninskają jak i Dzierżyńskają. Została oficjalnie oddana do użytku, wraz z uruchomieniem całego systemu miejskiej kolei podziemnej, 7 stycznia 1986 roku. Do 1991 roku była położona przed pierwszą stacją linii, Krasnym Prospektem, ale po oddaniu do użytku kolejnych w 1991 roku, znajduje się teraz pomiędzy wspomnianą wyżej stacją a Gagarinskają. Jednorazowo zajezdnia może obsłużyć 76 wagonów. Do technicznej obsługi pojazdów oraz do celów postojowych wykorzystuje 24 tory. W kompleksie budynków zajezdni znajdują się także m.in. pomieszczenia biurowe, magazyny części zamiennych oraz garaże mieszczące pojazdy obsługi techniczne.
W 2011 roku zarząd Nowosybirskiego Metra rozpoczął projekt unowocześnienia i powiększania zakładu oraz wyposażenia go w nowe elementy technologiczne, mające poprawić jakość obsługi oraz zwiększyć ilość przyjmowanego taboru. Prace mają potrwać około 3 lat, a sama rozbudowa zajezdni wraz z wymianą pochodzącej z lat osiemdziesiątych techniki ma pochłonąć około 160 milionów rubli. Po ukończeniu inwestycji Zajezdnia Jelcowskoje stanie się zapleczem tylko dla Leninowskiej Linii metra w Nowosybirsku. Druga linia metra otrzymać ma własną zajezdnię.